# وانگنهایم
وانگنهایم (به آلمانی: Wangenheim) یک شهر در آلمان است که در گوتا واقع شده‌است. وانگنهایم ۷۱۱ نفر جمعیت دارد.